# Kazoku

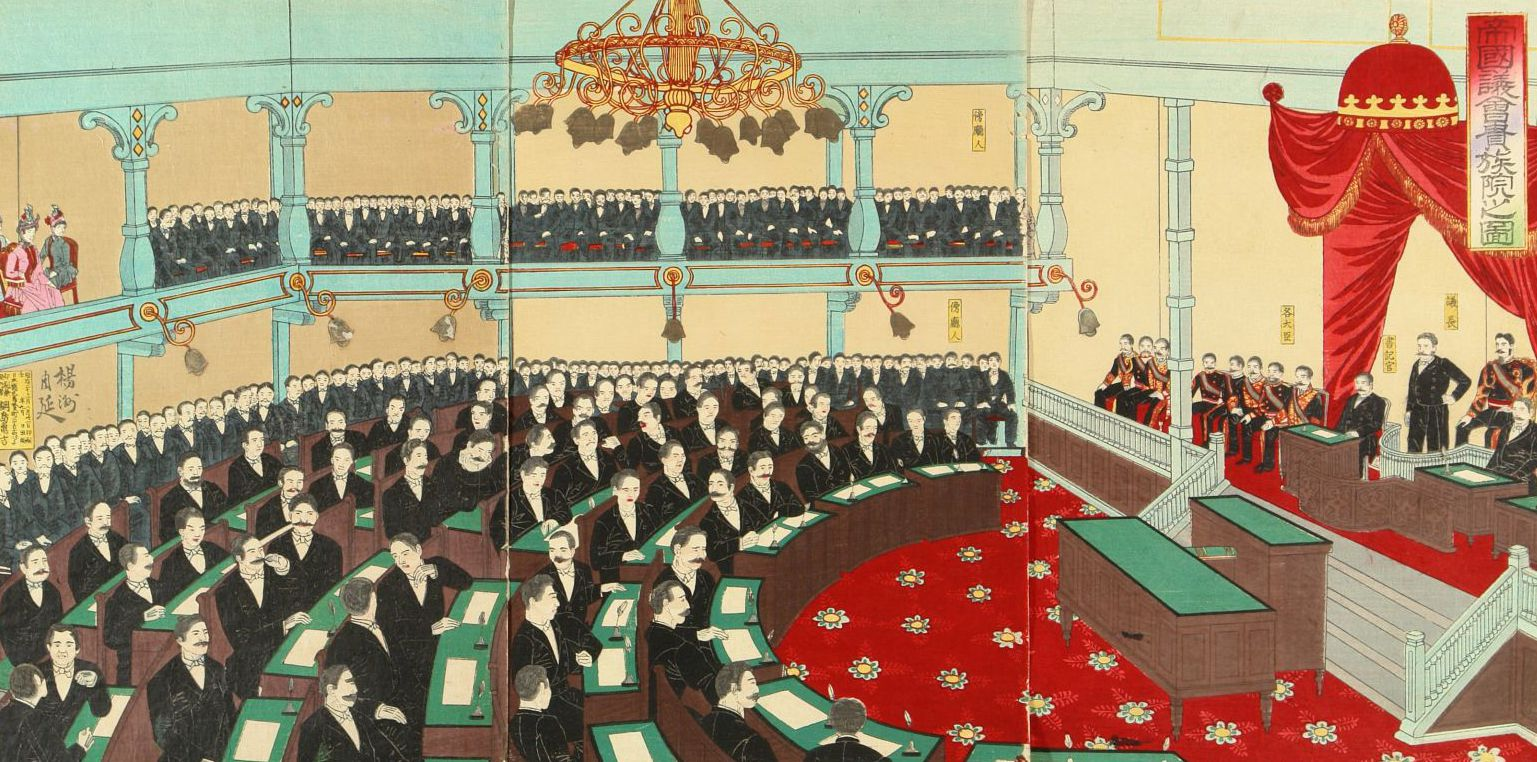
Överhuset, 1890.

Kazoku (華族) var Japans adel mellan 1869 och 1947.
Kazoku var en del av Japans moderniseringsreformer under Meijirestaurationen. Den skapades 1869 genom en förening av Japans föregående feodala adel, daimyō, och dess hovadel, kuge, som förenades till en ny enad adlig klass organiserad efter brittisk förlaga. 
Initialt behöll kazoku den föregående adelns traditionella titlar, men 1884 ersattes även dessa med europeiska titlar efter västerländsk förlaga: 
1. Prins (motsvarande hertig) (公爵, Kōshaku)
2. Markis (侯爵, Kōshaku)
3. Greve, (伯爵, Hakushaku)
4. Viscount (子爵, Shishaku)
5. Baron (男爵, Danshaku)

Japans adel avskaffades 1947 genom Japans konstitution.